# 隼人ラジオ放送所

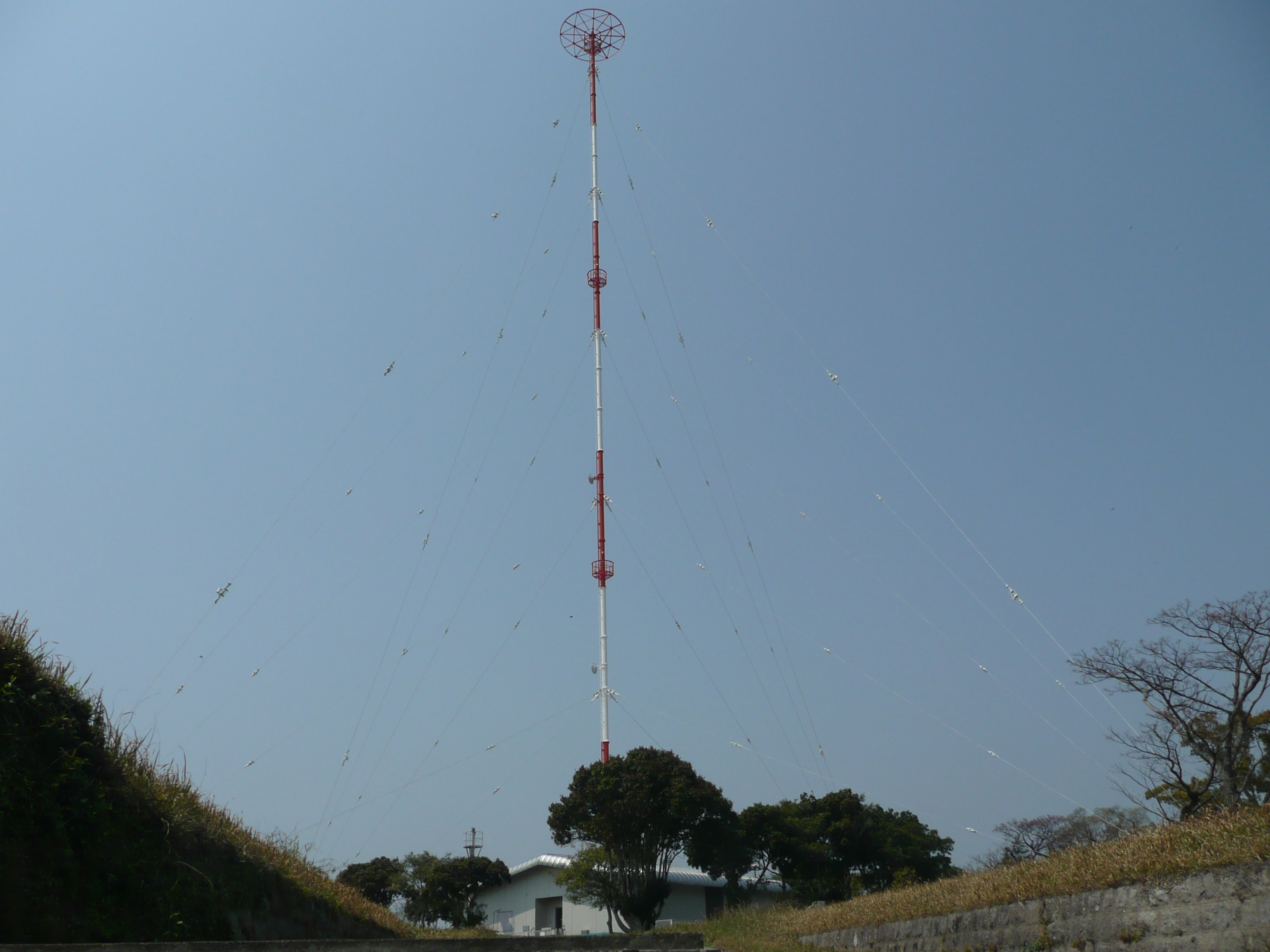
隼人ラジオ放送所（NHK鹿児島放送局）

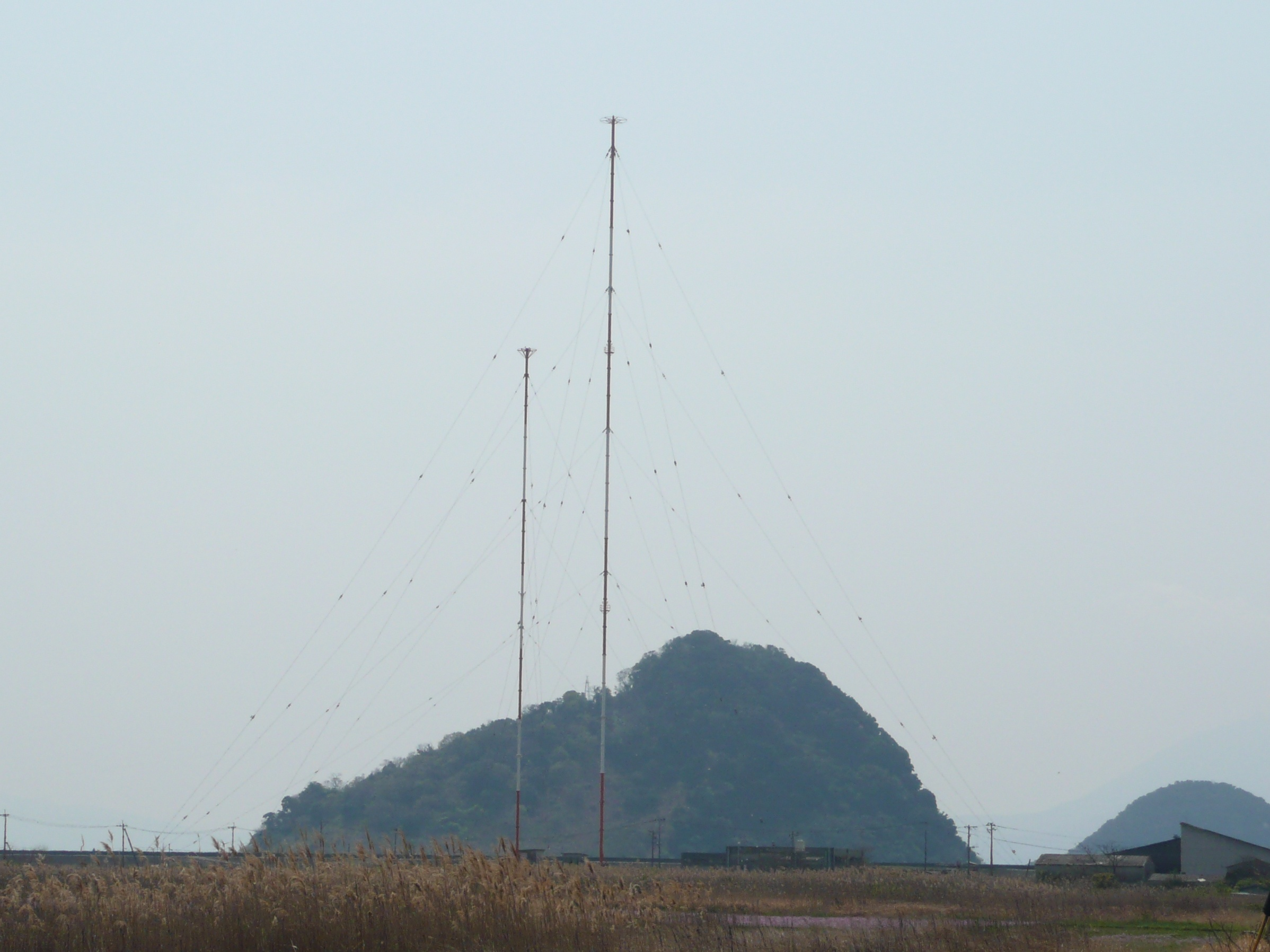
隼人ラジオ送信所（MBCラジオ）

隼人ラジオ放送所（はやとラジオほうそうじょ）では、鹿児島県霧島市隼人町に設置されている鹿児島県域中波（AM）放送の親局送信所について説明する。

## 概要
日本放送協会（NHK）と南日本放送（MBCラジオ）の2つの事業者がそれぞれ送信所を設置しており、NHK鹿児島放送局の名称は「隼人ラジオ放送所」、MBCラジオの名称は「隼人ラジオ送信所」である。
隼人町へは当初NHK鹿児島局のみが設けていたが、1986年10月にそれまで鹿児島市吉野に送信所を設けていたMBCラジオが、難聴取状態の改善と宅地化および送信設備の老朽化に伴い当地に送信所を移転した。また、これに先駆け1981年4月に空中線電力を4倍（NHK鹿児島放送局の2倍）に引き上げた。このため、MBCラジオの空中線電力は地方民間放送事業者としては異例の20kWとなっている（政令指定都市を置いていない県の民間放送事業者では最高出力である。ほとんどの事業者は5kW以下。）。この移転による受信改善効果は、霧島市と大隅半島では空中線電力を10倍にした場合以上のものであるとされた。
MBCラジオは奄美諸島を除く薩南諸島も広くカバーするほか、大韓民国（韓国）の浦項文化放送（浦項MBC）や石川県の北陸放送（MRO）に混信しないよう南方向に指向性を設けている。この結果、薩摩川内市や出水市など北薩方面へは出力が抑えられている状況となり、夜間においては前述の両局との混信が激しい。なお、この対策としてMBCラジオは阿久根市にある送信施設の移転・増力（1989年）および、大口への中継局新設などの対応を行った。2021年に同局は鹿児島県本土において中波同一周波数放送を行っていたが、MBCラジオの阿久根・川内・大口の各中継局は外国からの電波の混信や災害対策のため、2024年2月1日から運用休止しており、2025年には必要な手続きを経て、MBCラジオの阿久根・川内・大口各中継局は正式に廃止（閉局）になり、2028年秋にはMBCラジオの「隼人ラジオ送信所」は運用休止になる予定。

## 送信設備
| 周波数 （kHz） | 放送局名       | コールサイン | 空中線 電力 | 放送対象地域 | 放送区域 内世帯数 |
| -------------- | -------------- | ------------ | ----------- | ------------ | ----------------- |
| 576            | NHK鹿児島 第1  | JOHG         | 10kW        | 鹿児島県     | -                 |
| 1107           | MBC 南日本放送 | JOCF         | 20kW        | 鹿児島県     | -                 |
| 1386           | NHK鹿児島 第2  | JOHC         | 10kW        | 全国         | -                 |

- 所在地
  - NHK鹿児島放送局：鹿児島県霧島市隼人町住吉字龍波見1882
  - 南日本放送：鹿児島県霧島市隼人町真孝字新中道2968